# Conat
Conat är en kommun i departementet Pyrénées-Orientales i regionen Occitanien i södra Frankrike. Kommunen ligger i kantonen Prades som tillhör arrondissementet Prades. År 2022 hade Conat 63 invånare.

## Befolkningsutveckling
Antalet invånare i kommunen Conat
| Referens: INSEE |